# Doosan Group
Doosan Group er et sydkoreansk multinationalt konglomerat (chaebol) med hovedkvarter i Seoul. Deres forretningsområder omfatter elværker, afsaltningsværker, entreprenørmaskiner, energi, forsyning, droner og robotter. Doosan Group blev etableret i 1896. Det er moderselskab for Doosan Enerbility, Bobcat Company, Doosan Škoda Power, Doosan Babcock, Doosan Bears med flere.